# 112 (band)
112 (spreek uit: one-twelve) is een Amerikaanse r&b-groep.

## Carrière
In 1991 vormden Marvin Scandrick (25 september 1977), Michael Keith (18 december 1978), Quinnes Parker (24 maart 1976) en Daron Jones (28 december 1976) de groep 112 terwijl ze nog studenten waren. In 1997 volgde hun eerste successen met de hitsingles Cupid, Cry On en de samenwerking met Puff Daddy en Faith Evans bij de hit I'll Be Missing You. In 1998 werkten ze samen met Allure voor de single All Cried Out.
In 2002 volgde de single Dance With Me. In de loop der jaren werkte 112, buiten bovenstaande artiesten, nog samen met onder meer T.I., Ludacris, Ciara, Lil'Z, Mase, Sean Paul en Super Cat.

## Discografie
| Single met eventuele hitnotering(en) in de Nederlandse Top 40 | Datum van verschijnen | Datum van binnenkomst | Hoogste positie | Aantal weken | Opmerkingen                   |
| ------------------------------------------------------------- | --------------------- | --------------------- | --------------- | ------------ | ----------------------------- |
| I'll Be Missing You                                           | 1997                  | 28-06-1997            | 1               | 20           | met Puff Daddy en Faith Evans |
| All Cried Out                                                 | 1997                  | 29-11-1997            | 9               | 14           | met Allure                    |
| Sky's the limit                                               | 1998                  | 07-02-1998            | tip15           | -            | met The Notorious B.I.G.      |
| It's Over Now                                                 | 2001                  | 09-06-2001            | tip3            | -            |                               |
| Peaches & Cream                                               | 2001                  | 03-11-2001            | tip6            | -            |                               |

| Single met hitnotering(en) in de Vlaamse Ultratop 50 | Datum van verschijnen | Datum van binnenkomst | Hoogste positie | Aantal weken | Opmerkingen                   |
| ---------------------------------------------------- | --------------------- | --------------------- | --------------- | ------------ | ----------------------------- |
| I'll Be Missing You                                  | 1997                  | 19-07-1997            | 1               | 23           | met Puff Daddy en Faith Evans |
| All Cried Out                                        | 1998                  | 31-01-1998            | 26              | 13           | met Allure                    |
| Dance With Me                                        | 2002                  | 30-03-2002            | 1               | 23           |                               |